# Okręgowe rozgrywki w piłce nożnej woj. olsztyńskiego (1957)
Drużyny z województwa olsztyńskiego występujące w ligach centralnych i makroregionalnych:
- I liga – brak
- II liga – brak

Rozgrywki okręgowe:
- III liga okręgowa (III poziom rozgrywkowy)
- klasa A (IV poziom rozgrywkowy)
- klasa B - 2 grupy (V poziom rozgrywkowy)
- klasa C - podział na grupy (VI poziom rozgrywkowy)
- klasa W - podział na grupy (VII poziom rozgrywkowy)

Był to pierwszy sezon funkcjonowania olsztyńskiej III ligi okręgowej (gr. XII). Od  tej pory, przez 10 sezonów zwycięzca III ligi brał udział w eliminacjach do II ligi.

## III liga okręgowa
| Poz. | Klub                             | M  | Pkt. |
| ---- | -------------------------------- | -- | ---- |
| 1    | Warmia Olsztyn                   | 16 | 26   |
| 2    | Granica Kętrzyn (b)              | 16 | 20   |
| 3    | Stomil Olsztyn (b)               | 16 | 19   |
| 4    | Sokół Ostróda (b)                | 16 | 15   |
| 5    | Jeziorak Iława (b)               | 16 | 13   |
| 6    | Olimpia Olsztynek (b)            | 16 | 12   |
| 7    | Gwardia Olsztyn                  | 16 | 9    |
| 8    | Działdowiczanka Działdowo(b)     | 16 | 6    |
| 9    | Drwęca Nowe Miasto Lubawskie (b) | 16 | 6    |

- Warmia Olsztyn nie awansowała do II ligi
- Olsztynianka Olsztyn wycofała się przed sezonem

## Klasa A
| Poz. | Klub                    | M  | Pkt. |
| ---- | ----------------------- | -- | ---- |
| 1    | GWKS Ostróda (b)        | 22 | 37   |
| 2    | Orzeł Kętrzyn           | 22 | 31   |
| 3    | Mewa Giżycko (b)        | 22 | 31   |
| 4    | Granica II Kętrzyn (b)  | 22 | 28   |
| 5    | KS Ostróda (b)          | 22 | 28   |
| 6    | Sparta Mrągowo          | 22 | 26   |
| 7    | Warmia II Olsztyn       | 22 | 18   |
| 8    | Pogoń Prabuty (b)       | 22 | 18   |
| 9    | Sokół II Ostróda (b)    | 22 | 15   |
| 10   | OKS II Olsztyn (b)      | 22 | 13   |
| 11   | Podchorążak Szczytno(b) | 22 | 12   |
| 12   | Pogoń/Wkra Nidzica      | 22 | 7    |

## Klasa B
- grupa I - awans: Zatoka Braniewo
- grupa II - awans: Vęgoria Węgorzewo, Victoria Bartoszyce